# Queen of the Slipstream
«Queen of the Slipstream» es una canción del músico norirlandés Van Morrison publicada en el álbum de 1987 Poetic Champions Compose y como sencillo en 1988.
La canción fue incluida en la banda sonora de la película de 1990 Extreme Close-Up. Además, fue publicada en los álbumes recopilatorios de 1990 The Best of Van Morrison y de 2007 Van Morrison at the Movies - Soundtrack Hits y Still on Top - The Greatest Hits.

## Personal
- Van Morrison: guitarra, armónica y voz
- Neil Drinkwater: piano
- Roy Jones: batería
- Steve Pearce: bajo
- Fiachra Trench: arreglos de cuerdas

## Versiones
Brian Kennedy realizó una versión de "Queen of the Slipstream" para el álbum tributo a Van Morrison No Prima Donna: The Songs of Van Morrison.